# Chiến thuật và phương pháp biểu tình trong biểu tình tại Hồng Kông 2019
Đây là danh sách các chiến thuật và phương pháp biểu tình liên quan đến cuộc biểu tình tại Hồng Kông năm 2019.

## Nguyên tắc chính

### Lãnh đạo phi tập trung
Không giống như các cuộc biểu tình ở Hồng Kông năm 2014, những người biểu tình năm 2019 đã hình thành một phong trào phi tập trung nói chung, nhưng vẫn được "tổ chức hoàn hảo", theo mô tả của Thời báo Los Angeles. Mặt trận Nhân dân về Nhân quyền (CHRF) có một lịch sử lâu dài về việc tổ chức các phong trào xã hội và là người tổ chức hai cuộc biểu tình lớn vào ngày 9 và 16 tháng 6. Demosistō do Hoàng Chi Phong và các nhóm ủng hộ độc lập kêu gọi những người ủng hộ tham gia tuần hành, biểu tình và các hình thức hành động trực tiếp khác. Tuy nhiên, không ai trong số các nhóm này đã tuyên bố lãnh đạo phong trào. Nhiều nhà lập pháp ủng hộ dân chủ đã có mặt trong các cuộc biểu tình, nhưng họ chủ yếu đóng vai trò hỗ trợ. Các nhiệm vụ hậu cần của phong trào, đưa các nguồn cung cấp, thiết lập các trạm y tế, truyền thông đại chúng nhanh chóng được "xây dựng" bởi kinh nghiệm từ các cuộc biểu tình trước đó. Sự phân cấp này đã dẫn đến một phong trào linh hoạt hơn nhưng cũng gây khó khăn cho các quan chức trong việc xác định vị trí đại diện cho các cuộc đàm phán.
Vào ngày 1 tháng 7, sau khi những người biểu tình tràn vào Hội đồng Lập pháp, Joshua Wong nói rằng hành động này nhằm "cho thấy Hội đồng Lập pháp chưa bao giờ đại diện cho tiếng nói của người dân". Anh cũng nói rằng sẽ không có bất kỳ cuộc biểu tình hay biểu tình nào nếu Hội đồng Lập pháp Hồng Kông được bầu cử dân chủ. Tuy nhiên, một số người biểu tình tin rằng giới lãnh đạo phi tập trung đã khiến các cuộc biểu tình leo thang mà không có kế hoạch đúng đắn, bằng chứng là người biểu tình tràn tòa nhà LegCo.
Giáo sư Francis Lee của Đại học Hồng Kông Trung Quốc đã gọi loại phong trào phi tập trung, lãnh đạo mới này là mô hình phản kháng "nguồn mở". động dân chủ có thể bỏ phiếu về các chiến thuật và suy nghĩ các bước tiếp theo trong một quá trình hợp tác, trong đó mọi người đều có tiếng nói. Các nhóm trò chuyện trên Telegram và các diễn đàn trực tuyến có cơ chế bỏ phiếu thường cho phép loại phối hợp linh hoạt này.

### Chiến thuật linh hoạt và đa dạng
Những người biểu tình được cho là đã chấp nhận triết lý của Lý Tiểu Long, là "vô hình [và] không có hình dạng, giống như nước". Bằng cách di chuyển linh hoạt đến các văn phòng chính phủ khác nhau vào ngày 21 tháng 6, họ cố gắng tạo ra áp lực thêm đối với chính phủ. Khi cảnh sát bắt đầu tiến lên, những người biểu tình sẽ rút lui để tránh bị bắt, mặc dù họ sẽ thường xuất hiện trở lại sau đó trong cùng khu vực hoặc tái định cư ở những nơi khác trong một khoảng thời gian ngắn.
Ngoài ra, các cuộc biểu tình ở Hồng Kông năm 2014 tập trung vào 3 địa điểm, nhưng trong phong trào này, các cuộc biểu tình và đụng độ với Cảnh sát Hồng Kông đã đa dạng hóa đến hơn 20 khu phố khác nhau trải khắp đảo Hồng Kông, Cửu Long và Tân Giới.

### Thống nhất và đoàn kết
Nguyên tắc "Không chia rẽ" (不割蓆) đã giúp duy trì sự gắn kết trong toàn bộ phạm vi chính trị rộng lớn của cuộc đấu tranh. Nắm bắt sự đa dạng của các chiến thuật đã cho phép người tham gia tham gia vào các cấp độ hành động khác nhau trong khi tôn trọng các vai trò mà người khác đóng, do đó giảm thiểu đấu đá phe phái. Nhà bình luận chính trị Hồng Kông Lewis Lau nói, "'Đừng chia rẽ' đóng vai trò là cầu nối... bằng cách thúc đẩy sự tôn trọng lẫn nhau đối với các quan điểm khác nhau trong phong trào phản kháng." Giảm thiểu xung đột nội bộ là chìa khóa để đạt được các mục tiêu rộng lớn hơn; một cụm từ phổ biến được dùng như một lời nhắc nhở là "Giữ gìn bản thân và tập thể; không phân chia." Người biểu tình cũng phát triển một bộ các dấu hiệu tay để hỗ trợ thông tin liên lạc.
Sự đoàn kết giữa những người biểu tình và gắn chặt với những lời khen ngợi "Đừng chia rẽ " đã chứng minh bằng các cuộc biểu tình ngồi của hai bà mẹ vào ngày 14 tháng 6 và ngày 5 tháng 7 và cuộc biểu tình của người cao tuổi vào ngày 17 tháng 7. Hàng chục ngàn người đã tham gia các cuộc tuần hành, ủng hộ các hành động phản kháng của thế hệ trẻ, trong khi đứng vững cùng nhau để chống lại sự tàn bạo của cảnh sát, Lâm Trịnh Nguyệt Nga, và sự can thiệp của chính phủ Trung Quốc đại lục.

## Phản kháng

### Khối đen và phòng thủ nhóm
Trong các cuộc biểu tình trên đường phố, các phương pháp 'khối đen' đã tăng cường tính ẩn danh và quyền riêng tư, cho phép người biểu tình "trở thành nước" và hoạt động hiệu quả hơn như một nhóm. Những người tham gia biểu tình ngày càng mặc đồ đen, đội mũ cứng và đeo găng tay. Để chống lại sự giám sát của cảnh sát và bảo vệ chống lại vũ khí hóa học như hơi cay và bình xịt hơi cay, mặt nạ và kính bảo hộ cũng là trang phục phổ biến, và một số thậm chí đã nâng cấp thành mặt nạ phòng độc.
Người biểu tình cũng đã thông qua các vai trò khác nhau trong các cuộc biểu tình. Những người biểu tình ôn hòa hô vang các khẩu hiệu, thông qua các nguồn cung cấp, và tình nguyện làm trung gian, trong khi những người đứng đầu đã dập tắt hơi cay và dẫn đầu cáo buộc. Người biểu tình đã sử dụng bút laser để đánh lạc hướng cảnh sát, phun sơn lên camera giám sát và dùng ô dù để bảo vệ và che giấu danh tính của nhóm trong hành động và để tránh nhận dạng khuôn mặt. Khi những người biểu tình khởi hành qua MTR, họ thường quyên góp hàng đống thay đổi quần áo cho các nhà hoạt động khác, và cũng để lại tiền để mua vé sử dụng một lần và tránh theo dõi qua thẻ Octopus.
Khi các cuộc biểu tình tiếp tục leo thang và cảnh sát bắt đầu sử dụng các công cụ kiểm soát bạo loạn tiên tiến hơn, các nhà hoạt động đã nâng cấp các bánh răng tạm thời của họ từ sử dụng ván lướt sóng như lá chắn để sử dụng biển báo kim loại, thanh sắt, gạch và trứng để ném. Cuộc cách mạng Ukraina năm 2014 thường được mô tả như một nguồn cảm hứng cho những người biểu tình ở Hồng Kông.
Một nghiên cứu về các cuộc biểu tình đang diễn ra của các nhà nghiên cứu từ một số trường đại học Hồng Kông đã phát hiện ra rằng "hầu hết những người tham gia đều đồng ý rằng 'tác động tối đa chỉ có thể đạt được khi hội nghị hòa bình và các hành động đối đầu hoạt động cùng nhau.'"

## Biểu tình thay thế

### Bức tường Lennon

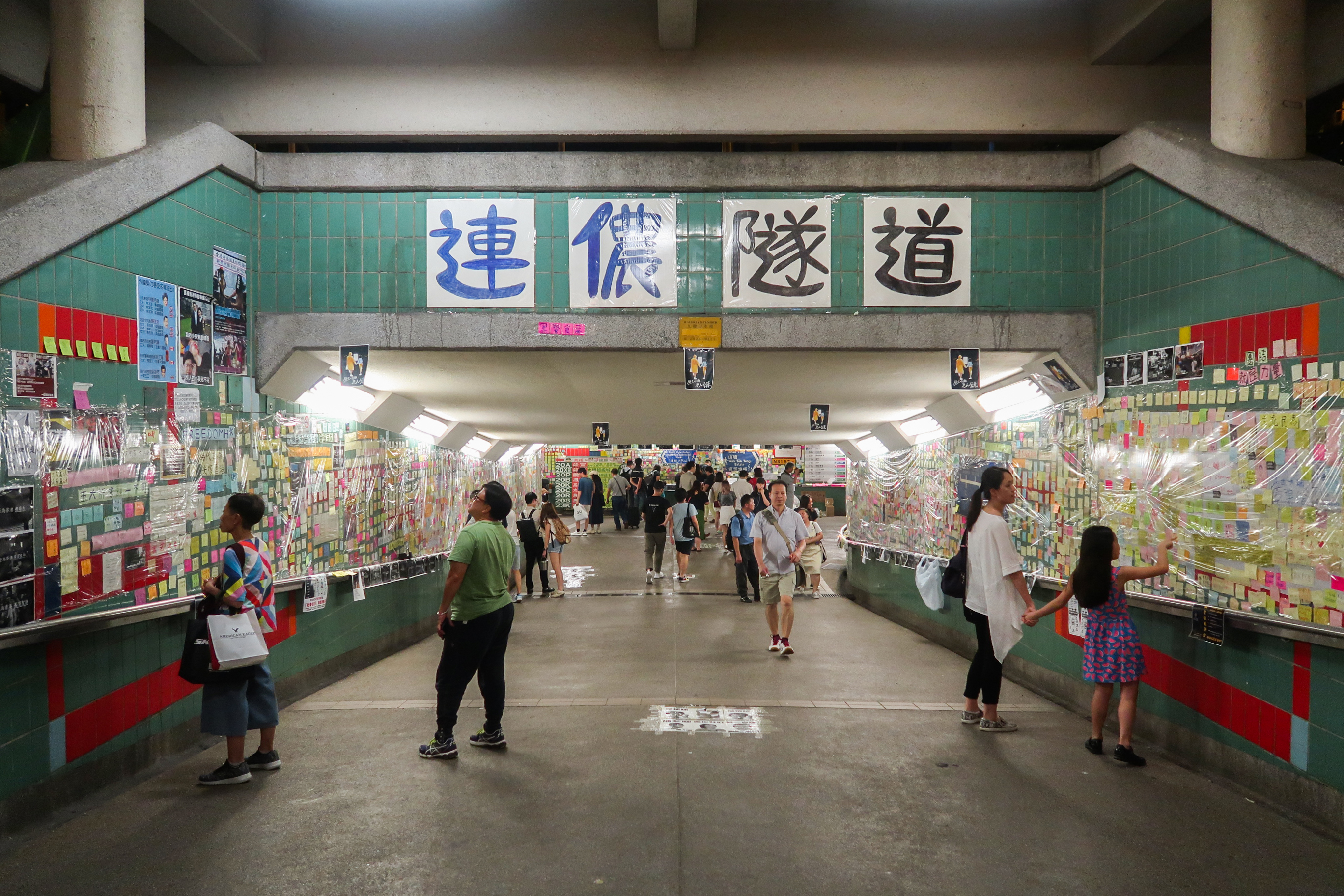
Một đường hầm gần ga MTR của Chợ Tai Po, được mệnh danh là "Đường hầm Lennon"

Bức tường Lennon ban đầu đã một lần nữa được thiết lập ở phía trước cầu thang của Văn phòng Chính phủ Trung ương Hồng Kông. Trong tháng 6 và tháng 7, Bức tường Lennon phủ đầy những thông điệp ghi chú đầy màu sắc sau đó cho tự do và dân chủ đã "nở rộ khắp nơi" (遍地開花) và xuất hiện trên toàn bộ Hồng Kông và ngay cả trong các văn phòng chính phủ, bao gồm Đài Phát thanh Truyền hình Hồng Kông (RTHK) và Văn phòng điều phối và đổi mới chính sách. Theo bản đồ có nguồn gốc từ đám đông ở Hồng Kông, có hơn 150 bức tường Lennon trên toàn khu vực.
Các bức tường Lennon được tái tạo được biết đến có tại các vùng bao gồm Sheung Shui, Tin Shui Wai, Shatin, Fanling, Ma On Shan, Thanh Y, Tung Chung và Tai Po ở vùng Tân Giới; Sai Ying Pun, Shek Tong Tsui, Vịnh Đồng La, Sai Wan Ho, Chai Wan, Choi Hung, Hoàng Đại Tiên, Kwun Tong, Mei Foo, Vịnh Cửu Long, Whampoa và Tai Kok Tsui, cũng như nhiều vùng khác trên đảo Hồng Kông, Cửu Long, và các hòn đảo bao quanh.
Bức tường Lennon đã dẫn đến xung đột giữa các công dân ủng hộ dân chủ và ủng hộ Bắc Kinh, một số người đã cố xé tin nhắn từ các bức tường và tấn công các nhà hoạt động dân chủ. Lực lượng cảnh sát cũng xóa thông tin cá nhân của những cảnh sát viên khỏi một bức tường ở Tai Po.
Bức tường Lennon cũng đã xuất hiện ở Toronto, Vancouver, Tokyo, Berlin, Luân Đôn, Melbourne, Manchester, Sydney, Đài Bắc và Auckland. Thông điệp đoàn kết cho phong trào dân chủ Hồng Kông cũng đã được thêm vào bức tường Lennon ban đầu ở Prague. Vào ngày 30 tháng 7, một nữ sinh viên Hồng Kông đã bị tấn công trong cuộc đối đầu giữa những người ủng hộ dân chủ và sinh viên Trung Quốc trong khi dựng lên Bức tường Lennon tại Đại học Auckland.

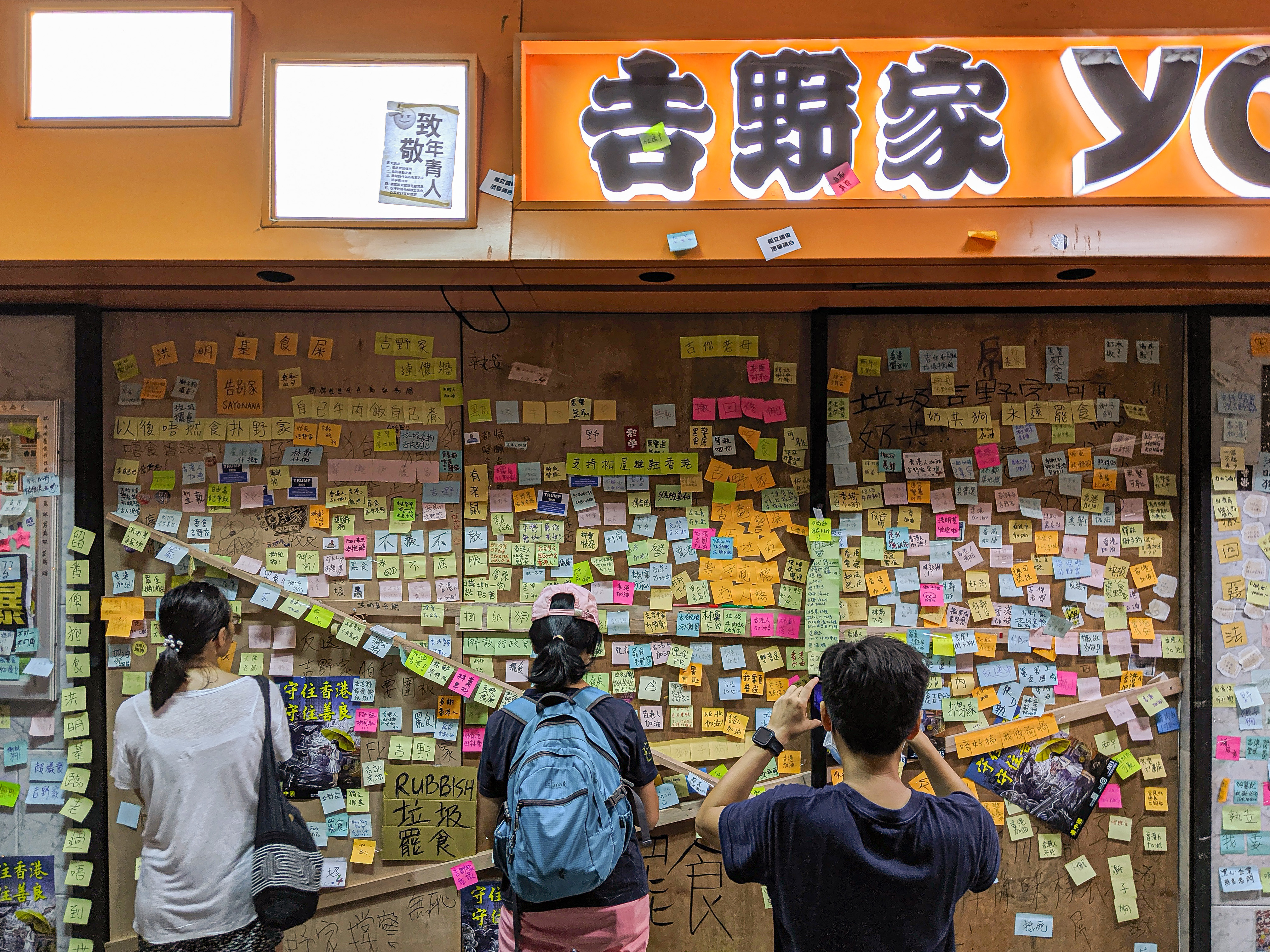
Bức tường Lennon bên ngoài chuỗi cửa hàng thức ăn nhanh Yoshinoya, Hồng Kông.

### Chiến lược tẩy chay
Cơ quan truyền thông đã nhận được khoảng 12.000 khiếu nại chỉ trích phạm vi bảo hiểm thiên vị của TVB. Có những cáo buộc rằng TVB đã trình bày một tường thuật đơn giản hóa quá mức với thông tin hạn chế do đó tránh được các phương pháp kiểm duyệt công khai hơn. Trước sự việc này, một số công ty, bao gồm các chi nhánh ở Hồng Kông của Pocari Sweat và Pizza Hut, đã rút quảng cáo của họ khỏi TVB. Điều này đã được những người biểu tình chống dẫn độ khen ngợi, nhưng đã thu hút những phản ứng giận dữ từ người tiêu dùng Đại lục.
Sau khi một quảng cáo châm biếm cảnh sát gần đây xuất hiện trên trang Facebook của công ty, nhượng quyền thương mại của chuỗi cửa hàng thức ăn nhanh Nhật Bản Yoshinoya cho biết họ đã cắt đứt quan hệ với cơ quan tiếp thị hợp tác của họ. Hành động này đã nhận được những lời chỉ trích từ những người biểu tình. Người biểu tình cũng bắt đầu một chiến dịch trực tuyến có tên là "Bye Buy Day HK", kêu gọi các nhà hoạt động chi tiêu ít tiền hơn vào mỗi thứ 6 và thứ 7 và tránh mua sắm hoặc ăn uống tại các công ty thân Bắc Kinh.
Sau khi nữ diễn viên Trung Quốc Liu Yifei bày tỏ sự ủng hộ của cô dành cho cảnh sát Hồng Kông thông qua Sina Weibo, người dùng Twitter (bao gồm cả những người biểu tình ở Hồng Kông) đã kêu gọi tẩy chay bộ phim sắp tới của Disney, Hoa Mộc Lan, trong đó nữ diễn viên đóng vai chính.

### Tuyệt thực
Một nhóm người biểu tình đã tuyệt thực sau cuộc biểu tình ngày 1 tháng 7 tại Kim Chung. Nhà thuyết giáo Roy Chan đã khởi xướng cuộc tuyệt thực này, và đã được khoảng 10 người khác tham gia, bao gồm cả nhà lập pháp Đảng Lao động Fernando Cheung. Họ cắm trại gần đường Harcourt ở Kim Chung, với nhiều bảng thông báo cho công chúng biết về mục tiêu của họ. Ít nhất 5 người tuyệt thực đã thề sẽ tiếp tục nhịn ăn cho đến khi dự luật dẫn độ chính thức được rút hoàn toàn.

### Phong trào không hợp tác
Một số nhà hoạt động dân chủ đã áp Bất tuân dân sự và chiến thuật hành động trực tiếp. Ví dụ như sự gián đoạn hoạt động của chính phủ, chiếm đóng các khu vực gần tháp Revenue và bao vây trụ sở cảnh sát ở Loan Tể.
Vào giữa tháng 6, những người biểu tình đã phá vỡ các dịch vụ MTR bằng cách chặn cửa tàu và nhấn nút dừng khẩn cấp ở các ga tàu khác nhau, trì hoãn các dịch vụ. Demosistō cũng tập trung tại nhà ga Mei Foo để nâng cao nhận thức về các vấn đề và yêu cầu những người đi làm giúp "bảo vệ sinh viên". Sự gián đoạn dịch vụ MTR vẫn tiếp tục sau vụ bạo lực Nguyên Long vào ngày 21 tháng 7, với những người biểu tình cản trở các dịch vụ xe lửa tại ga Kim Chung và yêu cầu tập đoàn MTR phải chịu trách nhiệm cho việc quản lý sai. Sự tắc nghẽn của dịch vụ MTR nhận được phản hồi trái chiều từ những người đi lại khác.
Vào ngày 30 tháng 7, phong trào bất hợp tác một lần nữa nhắm vào dịch vụ MTR trong giờ cao điểm buổi sáng. Trong khoảng ba giờ, các nhà hoạt động đã phá vỡ đường dây Kwun Tong tại một trạm trao đổi. Do ngừng hoạt động dịch vụ, MTR cung cấp vận chuyển xe buýt miễn phí cho những người đi lại bị ảnh hưởng. Một chuyến tàu tại ga North Point trên đảo Hồng Kông cũng bị người biểu tình nhắm đến. Nhân viên đường sắt đã đe dọa sẽ đình công vào ngày 30 tháng 7, nhưng các công đoàn đường sắt đã không chính thức xác nhận tham gia vào các hành động đình công.
Trong cuộc tổng đình công ngày 5 tháng 8, người biểu tình đã chặn cửa xe lửa trong các trạm MTR khác nhau. Kết quả là, một phần lớn mạng lưới MTR đã bị tê liệt. Phong trào không hợp tác nhắm vào các giờ cao điểm, do đó cản trở mọi người đi du lịch đến hoặc trở về nhà. Các nhà hoạt động liên quan cho biết mục tiêu của họ là ngăn hành khách đến làm việc tại các khu vực kinh doanh quan trọng như Trung Hoàn, Tiêm Sa Chủy và Vượng Giác Trong cuộc đình công, một phụ nữ mang thai cảm thấy không khỏe và yêu cầu viện trợ từ các nhân viên y tế trong khi chờ ở nhà ga trong nhiều giờ.
Cùng ngày, phong trào cũng "tấn công" các con đường, nơi những người biểu tình đã sử dụng phương tiện của họ để phá vỡ giao thông bao gồm dừng ở làn đường và lái xe chậm trong các vòng xuyến. Một số người biểu tình đã sử dụng các công cụ khác nhau bao gồm lan can bên đường, nón giao thông, rào chắn và thùng rác để phong tỏa những con đường ngăn một số phương tiện đi qua. Thông lệ này rất phổ biến và cũng đã xảy ra tại Đường hầm Cross Harbor nhiều lần, ngăn luồng giao thông đi qua một trong những lối đi tấp nập nhất ở Hồng Kông. Một báo cáo nói rằng sân bay Quốc tế Hồng Kông bị ảnh hưởng bởi các hành động đình công, dẫn đến một số lượng lớn các chuyến bay bị hủy và trì hoãn.

### Phong tỏa đồn cảnh sát
Bắt đầu từ cuối tháng 6, nó đã trở thành một thông lệ tiêu chuẩn khi các cuộc tuần hành ôn hòa vào ban ngày chuyển thành các hành động trực tiếp triệt để hơn vào ban đêm, thường nhắm vào các đồn cảnh sát với các cuộc biểu tình trên đường phố, phong tỏa và phá hoại. Nhiều cuộc phong tỏa cũng là hành động đoàn kết để đáp trả các chiến thuật trị an khắc nghiệt và các vụ bắt giữ gần đây của các nhà hoạt động dân chủ. Nhiều đồn cảnh sát ở Yuen Long, Tin Shui Wai, Ma On Shan, Tseung Kwan O, Kwun Tong, Tiêm Sa Chủy và Sham Shui Po cũng như trụ sở cảnh sát đã bị bao vây. Người biểu tình xây dựng rào chắn, phá hoại các tòa nhà của cảnh sát Hồng Kông, ném gạch và trứng, và vẽ khẩu hiệu graffiti trên tường nhà ga bên ngoài.
Nhà nghiên cứu của Demosisto Jeffrey Ngo giải thích: "Có một cảm giác giữa nhiều người rằng... một số cuộc đối đầu vật lý là cách duy nhất" chế độ sẽ lắng nghe yêu cầu của công dân. Thất bại của các phong trào dân chủ trước đây, lo ngại về tham nhũng và thiếu phản ứng từ bà Lâm đã khiến nhiều người kết luận rằng việc leo thang các chiến thuật phản kháng là cần thiết. Đầu tháng 8, The Intercept đã phỏng vấn một nhà báo có kinh nghiệm trong việc che giấu tình trạng bất ổn dân sự và ông tuyên bố rằng mặc dù những người biểu tình rất biết về những hậu quả pháp lý có thể xảy ra, "Người Hồng Kông đang mất đi nỗi sợ hãi".

### Chuỗi con người

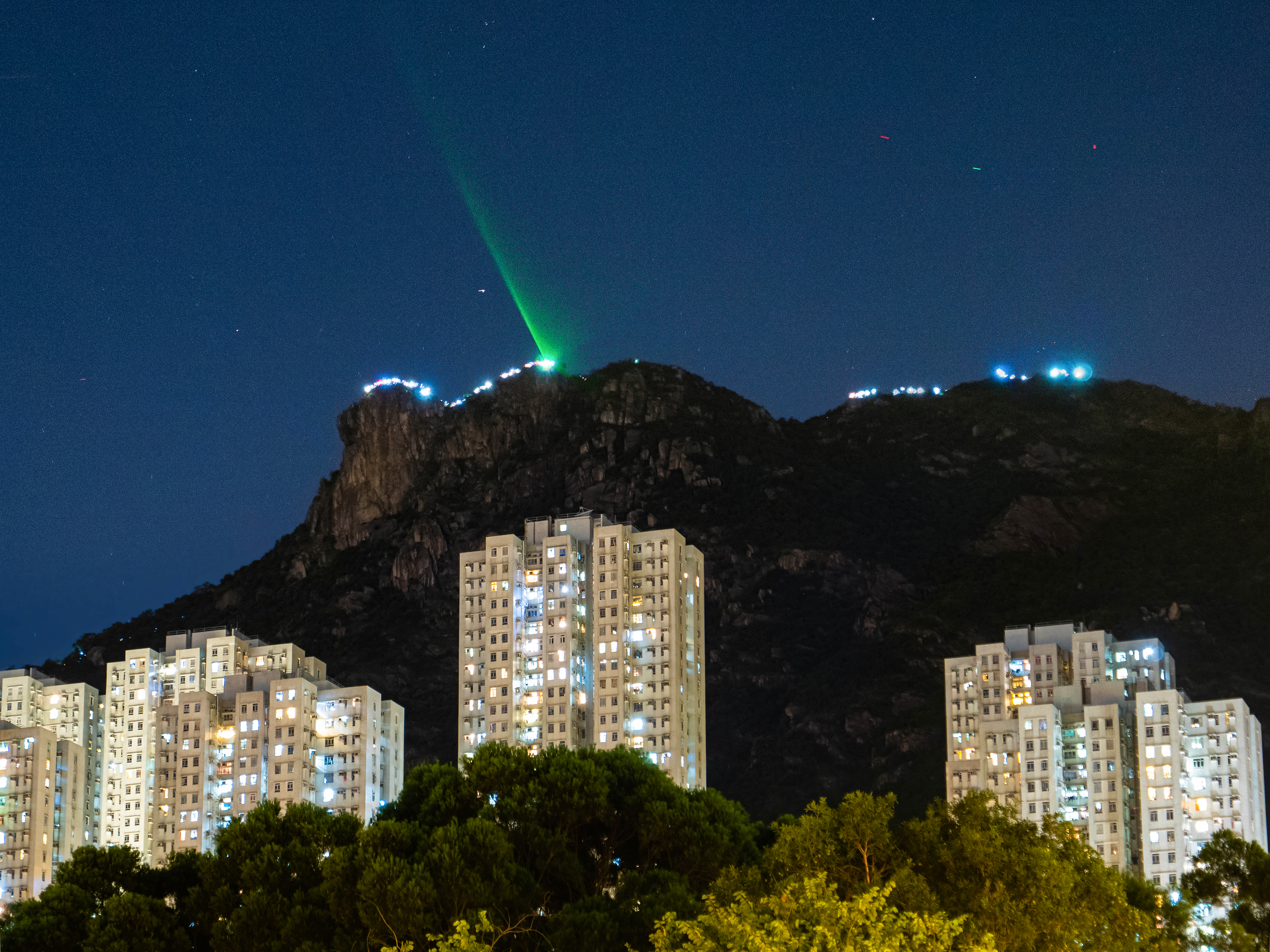
Hơn 1.000 người đã tập trung trên đỉnh Lion Rock trong sự kiện "Con đường Hồng Kông" vào 23 tháng 8 năm 2019

Vào tối ngày 23 tháng 8, ước tính 135.000 người đã tham gia vào chiến dịch "Con đường Hồng Kông", để thu hút sự chú ý đến năm yêu cầu của phong trào. Họ đã cùng nhau tạo ra một chuỗi con người dài 50 km, trải dài trên cả hai phía của cảng Victoria và trên đỉnh Lion Rock. Hành động này được lấy cảm hứng từ một sự kiện tương tự xảy ra cách đây 30 năm, vào ngày 23 tháng 8 năm 1989. Con đường Baltic với sự tham gia của 2 triệu người, trải dài 675 km trên các lãnh thổ Estonia, Latvia và Litva, như một lời kêu gọi độc lập khỏi nước Nga Xô viết. Sự kiện Con đường Hồng Kông được tổ chức từ diễn đàn LIHKG, cùng với các nhóm trò chuyện Telegram hỗ trợ tạo ra chuỗi người. Một người tham gia sự kiện đã mô tả cuộc biểu tình này rất khác so với những người khác trong quá khứ: "Lần này nó thể hiện sự hòa hợp và tình yêu hơn là trút giận và ghét. Tinh thần là sự thống nhất."

### Chiến dịch lấy chữ ký

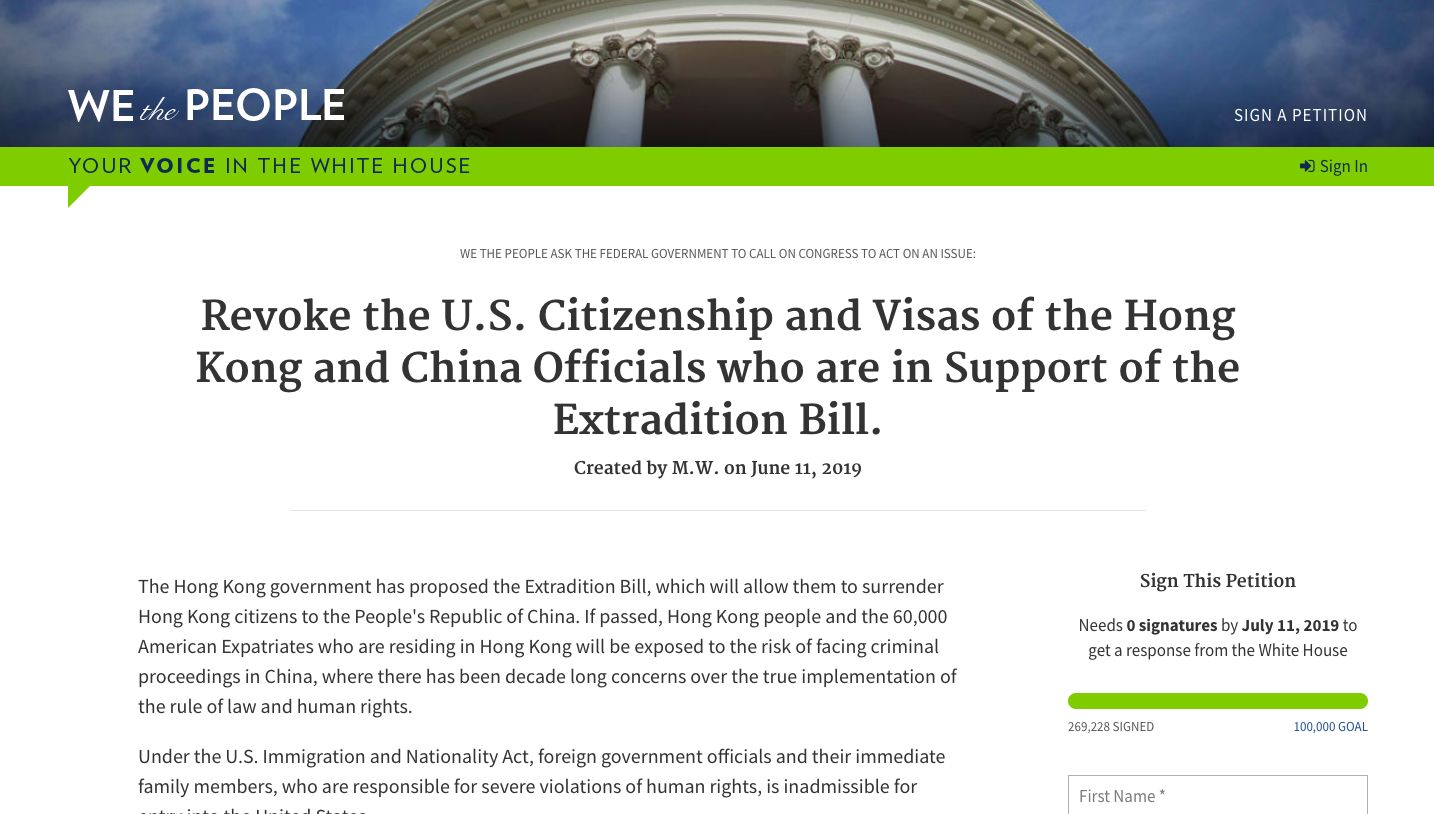
Một kiến nghị thu hồi quyền công dân Hoa Kỳ và thị thực của các quan chức Hồng Kông và Trung Quốc, những người ủng hộ dự luật dẫn độ.

Từ tháng 5 năm 2019 trở đi, nhiều kiến nghị chống lại Dự luật dẫn độ từ hơn 200 trường trung học, các ngành công nghiệp, ngành nghề và khu phố khác nhau đã được tạo ra. Hơn 167.000 sinh viên, cựu sinh viên và giáo viên từ tất cả các trường đại học công lập và một trong bảy trường trung học ở Hồng Kông, bao gồm Đại học St. Francis 'Canossian mà bà Lâm theo học, cũng đưa ra các kiến nghị trực tuyến chống lại dự luật dẫn độ trong một chiến dịch càng ngày càng mạnh. Các trường Mary's Canossian College và Wah Yan College, Kowloon, mà Bộ trưởng Tư pháp Teresa Cheng và Bộ trưởng An ninh John Lee đã từng theo học, cũng tham gia chiến dịch này. Ngay cả các cựu sinh viên, sinh viên và giáo viên tại St. Stephen's College, nạn nhân trong vụ án giết người tại Đài Loan Poon Hiu-wing tham dự từ Form 1 đến Form 3, cũng không bị thuyết phục khi họ cáo buộc chính phủ sử dụng trường hợp của Poon Hiu-wing như một cái cớ để buộc chính phủ thông qua Luật dẫn độ.
Ngoài ra còn có nhiều kiến nghị trực tuyến khác nhau bao gồm We the People và Change.org. Nói chung, các kiến nghị này yêu cầu chính phủ ở các nước phương Tây phản ứng với dự luật dẫn độ và buộc các quan chức Hồng Kông đã thúc đẩy dự luật phải chịu trách nhiệm và bị khiển trách bằng các biện pháp trừng phạt và thông qua việc thu hồi quyền công dân của họ. Một kiến nghị kêu gọi chính phủ Pháp tước giải thưởng Bắc Đẩu Bội tinh đã trao cho Carrie Lam trước đó.
Các đặc khu trưởng tiền nhiệm, kể cả Anson Chan, cựu Tổng thư ký hành chính, đã gửi thư ngỏ cho bà Lâm, kêu gọi bà đáp ứng năm yêu cầu cốt lõi được đưa ra bởi những người biểu tình. Khoảng 230 công chức từ hơn 40 cơ quan chính phủ, bao gồm RTHK, Cục Đổi mới và Công nghệ, Cục Dịch vụ Cứu hỏa, Cục Hải quan và Tiêu thụ đặc biệt, Cục Di trú và Cục Dịch vụ Khắc phục cũng đưa ra tuyên bố chung lên án chính quyền của Lâm và yêu cầu các quan chức chủ chốt liên quan đến vụ việc, bao gồm Lâm, John Lee, Teresa Cheng và Stephen Lo phải từ chức trong khi che giấu danh tính của họ. Các công chức cũng đe dọa sẽ tiến hành một cuộc đình công lao động để làm tê liệt hoạt động của chính phủ nếu các yêu cầu không được đáp ứng.

## Nghệ thuật và âm nhạc

### Thánh ca Kitô giáo
Một bài thánh ca Kitô giáo sáng tác năm 1974 có tên là "Sing Hallelujah to the Lord" đã trở thành "bài quốc ca không chính thức" của các cuộc biểu tình chống dẫn độ khi nó được hát ở khắp mọi nơi tại các địa điểm biểu tình. Vào ngày 11 tháng 6, một nhóm Kitô hữu bắt đầu hát giai điệu đơn giản gồm bốn câu tại Khu liên hợp chính quyền trung ương khi họ tổ chức một buổi cầu nguyện công khai suốt đêm trước khi Hội đồng Lập pháp dự kiến sẽ bắt đầu đọc lần thứ hai vào ngày hôm sau. Vào sáng ngày 12 tháng 6, với các mục sư dẫn đầu, các Kitô hữu đã đứng giữa đám đông và cảnh sát để giúp ngăn chặn bạo lực và cầu nguyện cho Hồng Kông với bài thánh ca này. Theo Sắc lệnh về trật tự công cộng của Hồng Kông, các cuộc tụ họp tôn giáo được miễn trừ khỏi định nghĩa "tập hợp" hoặc "tụ tập" và do đó gây khó khăn hơn cho cảnh sát. Bài hát liên tục được hát hơn 10 giờ suốt đêm đó và nhanh chóng được lan truyền trên Internet. Các bộ địa phương Hồng Kông, nhiều người ủng hộ các nhà thờ ngầm ở Trung Quốc, ủng hộ các cuộc biểu tình. Hầu hết các nhà thờ Hồng Kông có xu hướng né tránh sự tham gia chính trị, tuy nhiên nhiều người lo lắng về tác động của dự luật dẫn độ đối với các Kitô hữu vì Trung Quốc đại lục không có luật tự do tôn giáo.
"Do You Hear the People Sing?", bài hát không chính thức của Phong trào Ô dù năm 2014, cũng đã sử dụng như một bài hát thường được hát trong cuộc biểu tình. Bài hát cũng được người biểu tình hát trong trận bóng đá giao hữu giữa Manchester City và Kitchee vào ngày 24 tháng 7 tại sân vận động Hồng Kông để nâng cao nhận thức của nước ngoài về tình hình ở Hồng Kông.

### Biểu tượng yêu nước

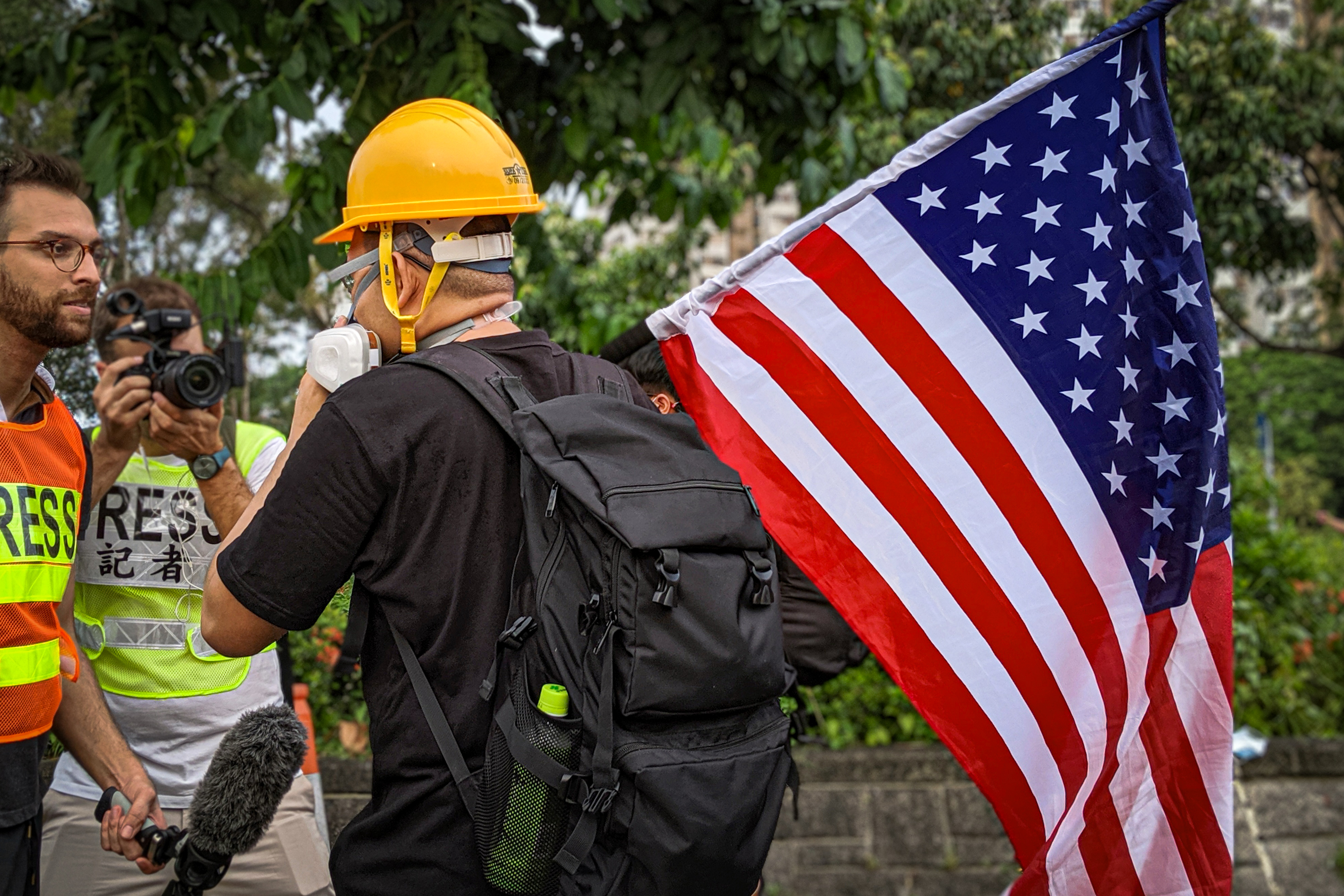
Một người biểu tình cầm quốc kỳ Mỹ ngày 10 tháng 8.

Một số người biểu tình vẫy quốc kỳ Hoa Kỳ để ủng hộ Đạo luật Dân chủ và Nhân quyền Hồng Kông, một dự luật do Quốc hội Hoa Kỳ đề xuất. Một số người biểu tình cũng vẫy cờ Union Jack cũng như cờ Đài Loan (Cộng hòa Trung Quốc). Cờ Rồng và Sư tử, một lá cờ được Hồng Kông sử dụng trong thời kỳ thuộc địa, cũng có thể được nhìn thấy trong các cuộc biểu tình, mặc dù việc sử dụng nó thường bị tranh cãi.

## Công nghệ

### Hoạt động trực tuyến
Người biểu tình cũng đã lên Internet để trao đổi thông tin và ý tưởng. Cư dân mạng đã sử dụng diễn đàn trực tuyến nổi tiếng LIHKG để đạt được sức hút cho các cuộc biểu tình và lên ý tưởng. Cư dân mạng hầu hết ẩn danh được đăng trên diễn đàn trên để phản đối sáng tạo: phá vỡ các dịch vụ MTR, thu thập cảnh giác hoặc tổ chức các buổi "dã ngoại", tạo ra các meme chống dẫn độ thu hút các giá trị bảo thủ để người già Hồng Kông hiểu rõ hơn về cơ sở lý luận của chống dẫn độ. Pepe the Frog Internet meme đã được sử dụng rộng rãi như là một biểu tượng của tự do và sức đề kháng, và đã đạt được sự chú ý của truyền thông quốc tế. Để răn đe những kẻ troll trực tuyến và cáo buộc gián điệp Trung Quốc theo dõi diễn đàn, một số cư dân mạng đã sử dụng các từ tiếng Quảng Đông đánh vần, rất khó để người Trung Quốc đại lục hiểu, để giao tiếp.
Lulu Yilun Chen của Bloomberg News tuyên bố rằng những người biểu tình đã sử dụng Telegram để liên lạc nhằm che giấu danh tính của chính họ và ngăn chặn sự theo dõi của chính phủ Trung Quốc và Lực lượng cảnh sát Hồng Kông. Các máy chủ của ứng dụng đã bị tấn công từ chối dịch vụ vào ngày 12 tháng 6. Người sáng lập ứng dụng xác định nguồn gốc của vụ tấn công từ Trung Quốc, và tuyên bố rằng nó "trùng khớp với thời gian biểu tình ở Hồng Kông".
Sau ngày 11 tháng 8, mắt phải của người biểu tình bị cho là bị vỡ bởi các vòng túi đậu, cư dân mạng đã bắt đầu chiến dịch #Eye4HK, kêu gọi mọi người trên khắp thế giới chụp ảnh mình che mắt phải và chia sẻ trên phương tiện truyền thông xã hội để hiển thị ủng hộ phong trào và người biểu tình chống dẫn độ.

### Doxxing
Một số người đã buộc tội những người phản đối các thành viên "doxxing" của lực lượng cảnh sát: Cảnh sát tuyên bố đã tìm thấy một trang web được điều hành bởi nhóm hack Anonymous đã tiết lộ dữ liệu cá nhân của hơn 600 sĩ quan. Vào đầu tháng 7, cảnh sát đã bắt giữ tám người liên quan đến vụ cáo buộc doxxing. Trong các vụ việc riêng biệt, cảnh sát nhắm vào các nhà hoạt động vì liên quan đến các nhóm trò chuyện trên Telegram: trong tháng 6 và tháng 7, hai người đã bị bắt vì âm mưu, với cáo buộc quản lý các nhóm trò chuyện và nói rằng các cuộc điều tra sẽ tiếp tục. Tuy nhiên, cả hai đều không bị buộc tội.

### Sử dụng tính năng AirDrop
Vào tháng 6 và tháng 7, những người biểu tình ở Hồng Kông đã sử dụng tính năng AirDrop của các thiết bị Apple để phát thông tin chống dự luật dẫn độ ra công chúng, như bên trong các chuyến tàu MTR, cho phép người nhận đọc về những lo ngại về luật được đề xuất, nhằm nâng cao nhận thức của người dân ở Hồng Kông.
Trong cuộc biểu tình ngày 7 tháng 7 tại Tiêm Sa Chủy, một khu du lịch lớn, những người biểu tình lại sử dụng AirDrop để chia sẻ thông tin liên quan đến các cuộc biểu tình và quan ngại về dự luật với khách du lịch từ Trung Quốc đại lục. Một số mã QR được chia sẻ trông giống như "tiền miễn phí" từ Alipay và WeChat Pay, nhưng thực sự đã được chuyển hướng đến thông tin được viết bằng tiếng Trung giản thể trong phong trào dân chủ đang diễn ra. Vì AirDrop tạo ra một liên kết trực tiếp giữa các thiết bị địa phương, công nghệ bỏ qua các nỗ lực kiểm duyệt của Trung Quốc đại lục đã làm sai lệch và hạn chế thông tin về các cuộc biểu tình dự luật dẫn độ.

## Công khai

### Chiến dịch quảng cáo
Vào tháng 6, những người biểu tình đã phát động một chiến dịch gây quỹ cộng đồng trực tuyến để đặt thư ngỏ dưới dạng quảng cáo toàn trang trên các tờ báo quốc tế lớn trước hội nghị G20 ngày 28 tháng 6 tại Osaka, Nhật Bản để nâng cao nhận thức và kháng cáo của các nhà lãnh đạo thế giới về dự luật, kêu gọi mọi người "đồng minh với [họ]" và "[yêu cầu] giữ gìn tự do và tự trị của Hồng Kông dưới chính phủ Trung Quốc." Mục tiêu quyên góp 3 triệu đô la Hồng Kông đã được hoàn thành trong vòng chưa đầy bốn giờ và đã huy động thành công 5,45 triệu đô la Hồng Kông trong chưa đầy sáu giờ. Bức thư ngỏ được xuất bản trên các tờ báo quốc tế nổi tiếng bao gồm Thời báo New York, The Guardian, Japan Times, The Globe and Mail, Süddeutsche Zeitung, The Chosun Ilbo, Le Monde và phiên bản trực tuyến của Politico Europe. Các quảng cáo được in bằng ngôn ngữ địa phương của độc giả cho từng ấn phẩm định kỳ, và trong khi thiết kế và bố cục đồ họa khác nhau, hầu hết bao gồm khẩu hiệu và lời kêu gọi "Hãy về phe Hồng Kông tại G20" cùng với thư ngỏ.
Một chiến dịch do GoFundMe tài trợ được bắt đầu vào ngày 11 tháng 8 năm 2019 để gây quỹ cho chiến dịch quảng cáo thứ hai. Nó đã huy động được 1,97 triệu đô la Mỹ trong hai giờ với sự đóng góp của hơn 22.500 người. Số tiền thu được đã được sử dụng để đặt lại các bức thư mở dưới dạng quảng cáo toàn trang trên 13 tờ báo quốc tế lớn bao gồm Globe and Mail, New York Times, Le Monde, El Mundo, và Kyunghyang Shinmun. Quảng cáo xuất hiện trên các tờ báo này vào ngày 17 tháng 8 năm 2019.

### Họp báo công dân

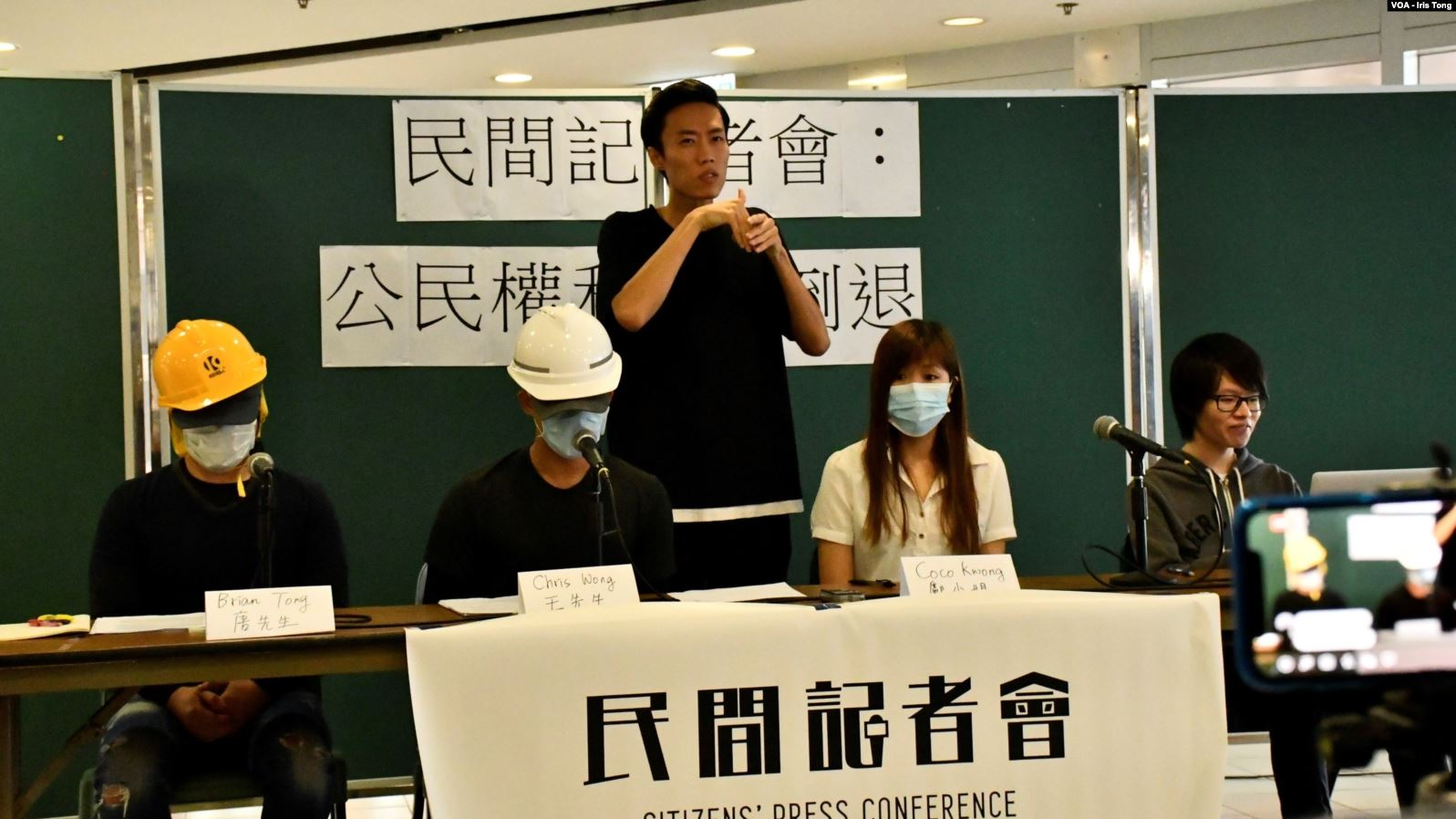
Cuộc họp báo của công dân được tổ chức bởi người biểu tình vào ngày 19 tháng 8 năm 2019

Một nhóm người biểu tình đã tổ chức một cuộc họp báo của công dân, với hy vọng "phát ra tiếng nói dưới đại diện" và quan điểm riêng của họ với công chúng. Đây là một phản ứng với các cuộc họp báo của cảnh sát hàng ngày, mà họ mô tả là "xuyên tạc độc hại" và "không trung thực", và họ dự định cho các cuộc họp báo này "đóng vai trò là đối trọng với sự độc quyền của chính phủ về diễn ngôn chính trị." Trong các cuộc họp báo, họ sẽ mặc đồ đen, đeo khẩu trang và đội mũ bảo hiểm và tiến hành thảo luận bằng cả tiếng Quảng Đông và tiếng Anh, cùng với một thông dịch viên ngôn ngữ ký hiệu.
Các cuộc họp báo này đã được phối hợp sử dụng Telegram và LIHKG, và các diễn giả nhấn mạnh rằng họ không phải là những người lãnh đạo phong trào nhưng muốn phát biểu cho những người biểu tình ôn hòa. Quartz mô tả rằng chiến thuật như vậy là một "mặt trận" trong quan hệ công chúng với chính phủ.